# Святковий готель «Голідей»
«Святковий готель „Голідей“» — американський музичний фільм 1942 року з Бінґом Кросбі та Фредом Астером у головних ролях, Марджорі Рейнольдс, Вірджинією Дейл та Уолтером Абелем. Режисером був Марк Сандріч, а музику написав Ірвінг Берлін. Спеціально для фільму композитор написав дванадцять пісень, найвідомішою з яких є «White Christmas» (с англ. — «Світле Різдво»). У фільмі повністю використано пісню «Великодній парад», написану Берліном для бродвейського ревю 1933 року «Як тисячі вболівальників» і використану як яскравий момент у фільмі 1948 року «Великодній парад» з Фредом Астером і Джуді Гарленд у головних ролях. Хореографію фільму поставив Денні Дейр.
У 1943 році фільм отримав премію «Оскар» за найкращу оригінальну пісню (Ірвінга Берліна «White Christmas»), а також номінації на премію «Оскар» за найкращу музику (Роберт Еммет Долан) та найкращу оригінальну історію (Ірвінг Берлін).

## Сюжет
Джим Харді, Тед Хановер і Ліла Діксон виступають у популярному в Нью-Йорку мюзиклі «Пісня та танці». Напередодні Різдва Джим готується до останнього виступу перед тим, як одружитися з Лілою та жити на фермі в Коннектикуті. Натомість Ліла каже Джиму, що закохалася у відомого чарівника Теда; Джим з розбитим серцем прощається з ними.
Він намагається працювати на фермі, але замість цього потрапляє в санаторій. Наступного Святвечора Джим повертається до Нью-Йорка з планами перетворити свою ферму на «Святковий готель „Голідей“», розважальний заклад, відкритий лише у свята, на потіху Теду та його агенту Денні Ріду. У квітковому магазині Денні знайомиться з продавчинєю та починаючою виконавицею Ліндаю Мейсон, яку він направляє до святкового готелю «Голідей» і клубу Теда. Пізніше ввечері Лінда та Джим випадково зустрічаються на виставі Теда та Лілі. Джим прикидається власником суперницького клубу, тоді як Лінда вдає себе за подругу знаменитості Теда, але втікає, коли наближаються Тед і Ліла.
На Різдво Лінда прибуває до святкового готелю «Голідей» і зустрічає Джима, пара відразу розуміє свій обман. Джим співає їй свою нову пісню «White Christmas».
У новорічну ніч «Святковий готель „Голідей“» забитий вщент. Повернувшись у Нью-Йорк, Тед дізнається, що Ліла покидає його заради техаського мільйонера. Сильно випиваючи, він приходить опівночі в «Святковий готель „Голідей“» і буквально натикається на Лінду. У нетверезому стані Тед танцює разом з Ліндою, але від сп'яніння він падає. В цей час приходить Денні та радіє від того, що Тед знайшов нову партнерку в особі Лінди, але вранці Тед не пам'ятає її. Джим же ховає Лінду, бо боїться, що Тед її вкраде.
У день народження призедента Лінкольна (це офіційне свято у деяких штатах США) Тед і Денні шукають Лінду, але Джим переконує Лінду зіграти разом у шоу менестреля (це форма американського театру, в якому загримовані у темношкірих людей світлошкірі актори ставили смішні сцени) номер «Авраам», щоб перешкодити їм. Наносячи Лінді макіяж, Джим просить її залишитися з ним у міжсвяткові дні, навіть, коли в них немає перфоменсів, що вона сприймає як пропозицію. Він не заперечує це, але сумнівається, що зможе дозволити це собі тільки тоді, коли він підзаробить грошей. Тед і Денні не знайшли Лінду і планують повернутися.
На репетиції виступу до Дня святого Валентина, Джим презентує Лінді нову пісню «Be Careful, It's My Heart» (с англ. — «Обережно, це моє серце»). В цей момент приходить Тед і пускається в імпровізований танець з Ліндою. Він впізнає в ній дівчину, з якою танцював у новорічну ніч, і вимагає від Джима підготувати їм номер для наступного шоу.
У день народження Вашингтона Тед і Лінда танцюють у вишуканих костюмах 18-го століття, а Джим саботує їх виступ, змінюючи темп музичного супроводу від менуету до джазу. Лінда відмовляється від пропозиції Теда стати його партнеркою по танцях, кажучи, що вони з Джимом одружуються. Коли Тед запитує його про заручини, Джим підтверджує це, але Теда це не переконало.
На Великдень між Джимом і Ліндою розквітає роман. Їх зустрічає Тед, який просить залишитися на шоу Джима, щоб відчути «справжнє щастя», яке вони знайшли. Лінда зачарована, але Джим нервує з цього приводу.
Побоювання Джима підтверджуються в День незалежності, коли він випадково чує, як Тед і Денні сваряться через пару представників Голлівуду, які будуть присутніми на вечірньому шоу, для прослуховування Теда та Лінди для зйомок у кіно. Джим підкуповує візника Гаса, щоб той затримав Лінду, який в результаті в'їхав у струмок. На узбіччі Лінду підбирає Ліла. Вона покинула свого збанкрутілого «мільйонера», та каже, що цього вечора стане напарницею Теда у номері, який будуть дивитися представники Голлівуду. Припускаючи, що Джим навмисно влаштував запізнення Лінди на виступ, щоб вона не пішла, Лінда сідає за кермо авто і завозить Лілу у річку.
У готелі Тед змушений імпровізувати соло, що він і робить, виконуючи вражаючу чечітку, з використанням феєрверків. Лінда повертається до готелю, вона роздратована тим, що Джим не довірив їй прийняти власне рішення. До них підходять представники Голівуду і пропонують Джиму зняти фільм «Святковий готель „Голідей“», в якому в головних ролях бачать Теда і Лінду. Джим неохоче погоджується зняти фільм але за умови, що він не залишать «Святковий готель „Голідей“» для цього, а музику і пісні напише і надішле їм до Голлівуду. Лінда і Тед стають новими зірками у Голівуді, про їх роман пишуть у журналах.
На День подяки готель закритий, Джим сумує. Він готується надіслати свою нову пісню Лінді. Його економка Меймі благає його боротися, щоб повернути Лінду.
Джим прибуває до Каліфорнії напередодні Різдва. Джим стикається з Тедом і Деном у гримерній Теда на кіностудії. Вони намагаються зачинити Джима в гардеробній, щоб не дати йому зустрітися з Ліндою. Але їх задум не вдається і Джим зачиняє Теда і Денні у гримерній. На зйомках останньої сцени фільму Лінда співає «White Christmas», за цим спостерігає Джим. Він також починає співати, вона замовкає, а потім продовжує. Джим з'являється перед нею, і Лінда біжить до нього, а режисер кричить: «Знято!»
Напередодні Нового року в «Святковому готелі „Голідей“» Тед зустрічається з Лілою, а Джим і Лінда співають дуетом, стверджуючи своє кохання.

## Акторський склад
- Бінґ Кросбі у ролі Джима Харді
- Фред Астрей у ролі Теда Хановера
- Марджорі Рейнольдс у ролі Лінди Майсон
- Волтер Абель у ролі Денні Ріда
- Вірджінія Дейл у ролі Ліли Діксон
- Луїз Біверс у ролі Мамі
- Ірвінг Бейкон у ролі Гаса
- Леон Беласко у ролі керівника квіткового магазину
- Джеймс Белл у ролі Дубара (з Голлівуду)
- Джон Галлодет у ролі Паркера (з Голлівуду)
- Шелбі Бейкон у ролі Вандербіту
- Джоан Арнольд у ролі Дафни
- Гаррі Берріс у ролі музиканта

## Виробництво
У травні 1940 року Ірвінг Берлін підписав ексклюзивний контракт з Paramount Pictures на написання пісень для музичного фільму, заснованого на його ідеї готелю, який відкривався лише у святкові дні. У фільми знялися Бінґ Кросбі та Фред Астер, а також Марджорі Рейнольдс і Вірджинія Дейл. Зйомки проходили з 18 листопада 1941 року по 30 січня 1942 року. Прем'єра «Святковий готель „Голідей“», продюсера та режисера Марка Сандріча, відбулася в нью-йоркському театрі Paramount Theatre 4 серпня 1942 року. Він мав успіх у США та Великобританії та став найкасовішим кіномюзиклом на той час. Очікувалося, що пісня «Обережно, це моє серце» стане хітом. Натомість, пісня «White Christmas» очолила хіт-паради в жовтні 1942 року і залишалася там одинадцять тижнів. Інша пісня, «Happy Holiday» (з англ. — «Зі святом»), звучить у перших титрах і в сюжетній лінії фільму.
Зйомки за межами студії відбувалися на курорті Village Inn у Монте-Ріо, в окрузі Сонома, Каліфорнія.
Багатьом фрагментам фільму передують кадри календаря з візуальним символом даного свята. У листопаді показаний анімований індик, який бігає туди-сюди між третім і четвертим четвергами, знизуючи плечима в розгубленості. Це сатиричне посилання на суперечку про «День Франка», яка виникла, коли президент Франклін Д. Рузвельт спробував розширити сезон різдвяних покупок, оголосивши День подяки на тиждень раніше, ніж це було зазвичай, що призвело до того, що Конгрес законом встановив День подяки у четвертий четвер листопада. 
Японська атака на Перл-Харбор на Гаваях відбулася в середині зйомок фільму. У результаті сегмент Четвертого липня було розширено за межі танцю і були використані петарди під час чечітки Фреда Астера, щоб включити патріотичний номер, який підкреслює силу американської армії.

## Музика

### «White Christmas»

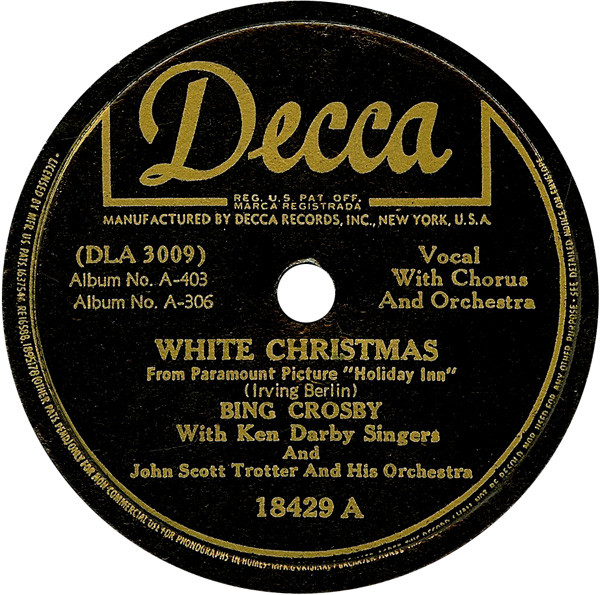
«White Christmas» (Decca Records 1942)

Пісня, «White Christmas», була задумана Берліном на зйомках фільму «Циліндр» у 1935 році. Він наспівував мелодію Астеру та режисеру фільму Марку Сендрічу. Мелодія сподобалася Астеру. Завданням Берліна для Paramount було написати пісню про кожне з головних свят року. Він виявив, що написати пісню про Різдво було найскладнішим через його єврейське походження. Коли в 1941 році на перших репетиціях Кросбі вперше почув виконання «White Christmas», він не одразу усвідомив весь її потенціал. Кросбі просто сказав: «Я не думаю, що у нас з цим проблеми, Ірвінгу».
Хоча «White Christmas» стала культовою піснею, це не було початковим планом. Пісня «Обережно, це моє серце», яка прозвучала у фільмі про День Святого Валентина, за задумом мала стати більшим хітом.
Пісня використовується під час різдвяних свят у фільмі, особливо коли Джим Харді (Кросбі) знайомить її з Ліндою Мейсон (Рейнольдс), коли вона намагається отримати місце на шоу в готелі. Харді починає грати їй пісню, дозволяючи їй приєднатися до нього та зрештою виступити сольно. Пісня також повторюється в кінці фільму.

### Релізи пісень

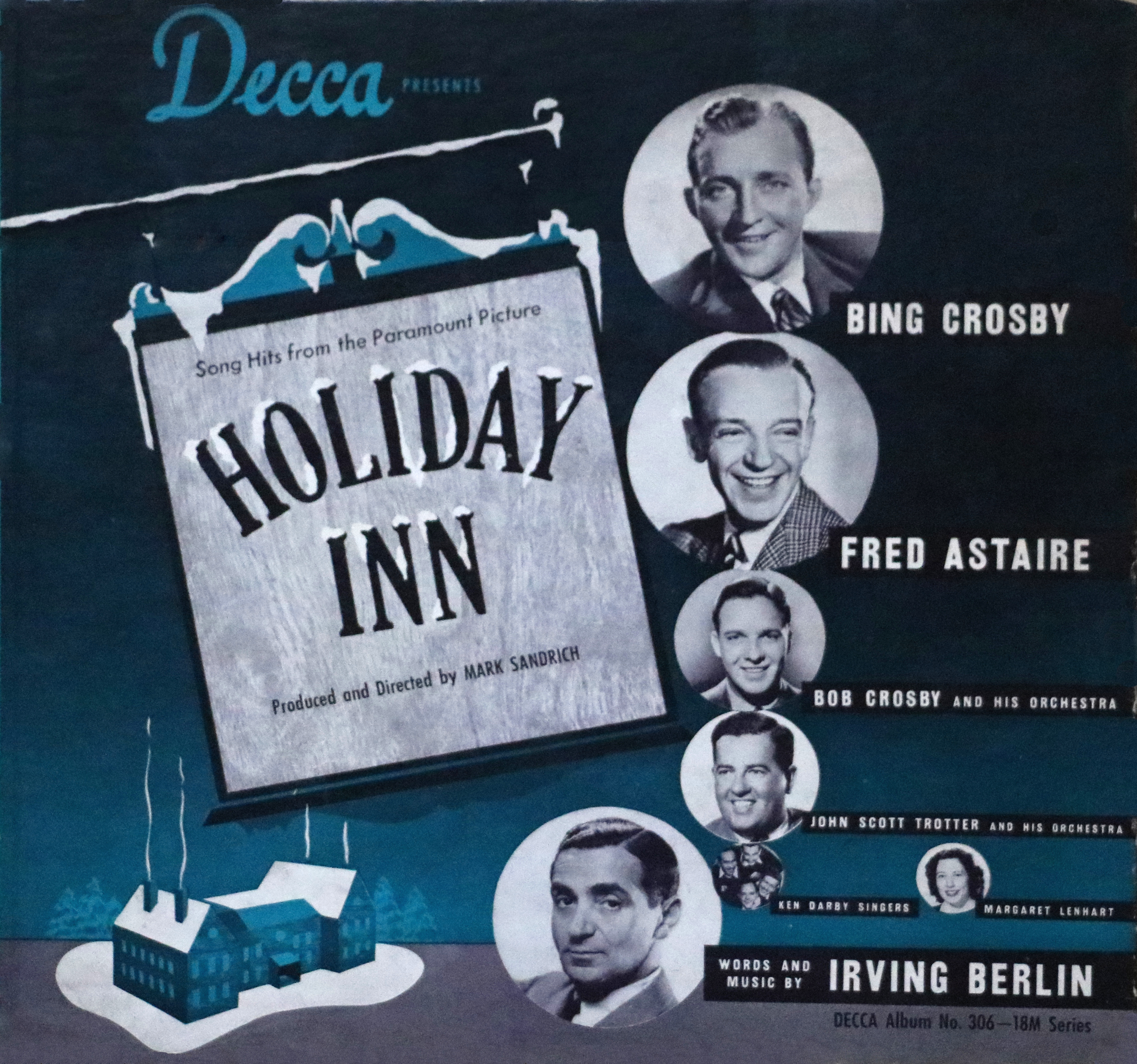
Хіти пісень фільму «Святковий готель „Голідей“» (Decca Records 1942)

Для комерційного випуску були зроблені повнометражні студійні записи пісень фільму, які дещо відрізнялися від тих, що є у фільмі. Спочатку вони випускалися на платівках зі швидкістю 78 обертів на хвилину, а потім були зібрані на платівках, касетах і компакт-дисках.

### Саундтрек
Саундтреки пісень фільму «Святковий готель „Голідей“»— це альбом пісень у виконанні Бінґа Кросбі та Фреда Астера, які співають пісні Ірвінга Берліна, взяті безпосередньо з фільму. Ці саундтреки вперше був випущений на вініловій платівці. Ці пісні дещо відрізняються і мали пришвидшений темп, щоб заощадити час, ніж ті, що були випущені для публіки на фонографічних платівках зі швидкістю 78 обертів на хвилину.
Лише в 1979 році, через 37 років після створення фільму, на Sunbeam Records (STK-112) було випущено повний саундтрек пісень у фільмі.
У 2004 році лейбл Soundtrack Factory випустив саундтрек оригінальних записів, узятих безпосередньо з фільму. Марта Мірс виконала у фільмі спів Марджорі Рейнольдс, тому саме вона виступає і на цьому записі. Усі пісні, які співає Бінґ Кросбі, якщо не зазначено інше. Трек-лист такий:
1. Основна назва: Увертюра
2. «I'll Capture Your Heart Singing» (з англ. — «Я підкорю твоє серце співаючи») (з Фредом Астером і Вірджинією Дейл)
3. «Lazy» (з англ. — «Ледачий»)
4. «You're Easy to Dance With» (з англ. — «З тобою легко танцювати») (Фред Астер)
5. «White Christmas» (з англ. — «Світле Різдво») (з Марджорі Рейнольдс)
6. «Happy Holiday» (з англ. — «Зі святом») (з Марджорі Рейнольдс)
7. «Let's Start the New Year Right» (з анлг. — «Почнемо новий рік правильно»)
8. «Abraham» (з англ. — «Авраам») (з Марджорі Рейнольдс і Луїзою Біверс)
9. «Be Careful, It's My Heart» (з анлг. — «Обережно, це моє серце»)
10. «I Can't Tell a Lie» (з англ. — «Я не вмію брехати») (Фред Астер)
11. «Easter Parade» (з англ. — «Великодній парад»)
12. «Song of Freedom» (з англ. — «Пісня Свободи»)
13. «Let's Say It with Firecrackers» (співається хором під час танцю Фреда Астера)
14. «I've Got Plenty to Be Thankful For» (за англ. — «Я маю багато за що бути вдячним»)
15. «Hollywood Medley» (з англ. — « Голлівудське поппурі»)
16. «White Christmas» [друга версія] (з Марджорі Рейнольдс)
17. «Ending Medley» (з англ. — «Поппурі у кінці») (з Фредом Астером, Марджорі Рейнольдс і Вірджинією Дейл)
18. Трейлер фільму «Святковий готель „Голідей“» (лише аудіо — бонус-трек)

## Домашні ЗМІ
«Святковий готель „Голідей“» був вперше випущений у форматах VHS і Beta у вересні 1981 року компанією MCA Home Video, перевиданий у 1986 році та знову виданий, лише на VHS, у 1992 році.
Вперше фільм був випущений на DVD у парі з іншим твором Кросбі, «Going My Way» (з англ. — «Йти своїм шляхом») (1944). Він додав трейлер для кожного фільму та деякі текстові доповнення.
У 2006 році він був випущений як єдиний диск «Спеціальний випуск» з коментарем Кена Барнса з вкрапленнями архівних коментарів Кросбі та Астера. Він також включав «A Couple of Song and Dance Men» (з англ. — «Два чоловіки, які співають і танцюють»), документальний фільм про Астера та Кросбі; «All-Singing All-Dancing» (з англ. — «Всі співають, всі танцюють»), художній фільм про аудіозапис кіномюзиклів; і перевидання театрального трейлера.
У 2008 році він був випущений як тридискове «Колекційне видання», що містило попередній DVD і другий диск із новою комп'ютерною розфарбованою версією. Також увійшов компакт-диск із 12-композиціями Пісені фільму «Святковий готель „Голідей“» , який містить оригінальні повноформатні студійні записи пісень із фільму.
У 2014 році він був випущений на Blu-ray як видання на одному диску, що містить чорно-білу та кольорову версії та всі попередні додаткові DVD-диски.
У 2017 році він був випущений знову в обох форматах, з другим диском, який містив виставу бродвейської адаптації фільму 2016 році.

## Рецензії
У 1942 році фільм зайняв 8 місце у списку найкасовіших фільмів того року у США. Теодор Штраус із «Нью-Йорк Таймс» описав це як «все дуже легко й витончено; навіть у розбурханому та актуальному номері четвертого липня, картина ніколи не порушує смаку». Variety назвав його «переможцем на будь-якій дорозі» з «високоякісними» перфоменсами чоловічих головних ролей. Harrison's Reports назвав це «найприємнішою розвагою». Гра провідних акторів дуже хороша" Film Daily описав його, як «цілком задовільний мюзикл, наповнений чіткою комедією, захоплюючою музикою, стрімкими танцями, першокласною акторською грою, розумними сюжетними штрихами та розкішними та красивими декораціями».

## Спадщина
Успіх пісні «White Christmas» зрештою призвів до створення ще одного фільму, заснованого на пісні, «White Christmas» (з англ. — «Світле Різдво») (1954), у якому знялися Кросбі, Денні Кей, Розмарі Клуні та Вера-Еллен. Це був надзвичайно вільний рімейк фільму «Святковий готель „Голідей“», із сюжетом, в якому знову в центрі фігурував готель, але по іншому відрізнявся від попереднього фільму. Фреду Астеру пропонували зіграти другу головну роль у новому фільмі, але, прочитавши сценарій, він відмовився. Тоді роль запропонували Дональду О'Коннору, але він отримав травму, ще до початку зйомок. Зрештою роль отримав Денні Кей. 
Кольорова версія фільму була випущена Universal 14 жовтня 2008 року. Розфарбування було виконано компанією Legend Films, яка консультувалася з художниками ескізів Едіт Хед та Яною Маккельстоуна, для відтворення кольорової автентичності костюмів. 
Поява мережі готелів під назвою Holiday Inn була навіяна фільмом.

### Суперечка з номером менестреля
Починаючи з 1980-х років, у деяких трансляціях фільму повністю вирізано музичний номер «Авраам», поставлений у готелі на свято день народження Лінкольна, через зображення менестреля, яке містить расистські образи та поведінку. Однак через те, що Turner Classic Movies транслює невідредаговані фільми, мережа залишила номер «Авраам» і не вирізала його під час показів фільму «Святковий готель „Голідей“». AMC також транслювала фільм без змін, перш ніж канал не став підтримуватися рекламодавцями. Щоб уникнути заперечень рекламодавців, відредагована версія тепер щороку транслюється на AMC. 
У 2018 році прем'єр-міністр Великої Британії Тереза Мей назвала «Святковий готель „Голідей“» своїм улюбленим різдвяним фільмом, що викликало не мало суперечочк через наявну у фільмі сцену з номером менестреля «Авраам».

## Адаптації
«Святковий готель „Голідей“» був адаптований як півгодинна радіоп'єса під час трансляції The Screen Guild Theatre 11 січня 1943 року на CBS, де ролі озвучували Кросбі та Астер з Діною Шор. 15 грудня 1952 року The Railroad Hour представила півгодинну екранізацію фільму. Головні ролі в епізоді зіграли Гордон Макрей і Дороті Варенскйольд.
У 2013 році Universal Stage Productions, відділ живих театрів Universal Pictures, запросив Goodspeed Musicals адаптувати фільм для сценічного перфоменсу. Прем'єра мюзиклу відбулася 19 вересня 2014 року в Оперному театрі Гудспід в Іст-Хаддамі, штат Коннектикут. Постановка компанії Roundabout Theatre Company«Святковий готель „Голідей“» розпочала попередні покази на Бродвеї в Studio 54 1 вересня 2016 року до офіційного відкриття 6 жовтня. До акторського складу увійшли Брайс Пінкхем у ролі Джима, Меган Лоуренс у ролі Луїзи, Корбін Блю у ролі Теда та Лі Вілкоф у ролі Денні.